# Mazières-sur-Béronne
Mazières-sur-Béronne är en kommun i departementet Deux-Sèvres i regionen Nouvelle-Aquitaine i västra Frankrike. Kommunen ligger i kantonen Melle som tillhör arrondissementet Niort. År 2018 hade Mazières-sur-Béronne 386 invånare.

## Befolkningsutveckling
Antalet invånare i kommunen Mazières-sur-Béronne
| Referens: INSEE |